# Tapirus terrestris terrestris
Tapirus terrestris terrestris es la denominación científica de una de las subespecies en que se divide la especie Tapirus terrestris, un mamífero perisodáctilo del género Tapirus de la familia de los tapíridos, denominada popularmente como «tapir sudamericano», «tapir de las tierras bajas», o «tapir amazónico». Esta subespecie se distribuye en el este y nordeste de Sudamérica. Entre sus nombres comunes posee los de tapir brasileño, anta brasileña, danta brasileña o mboreví.

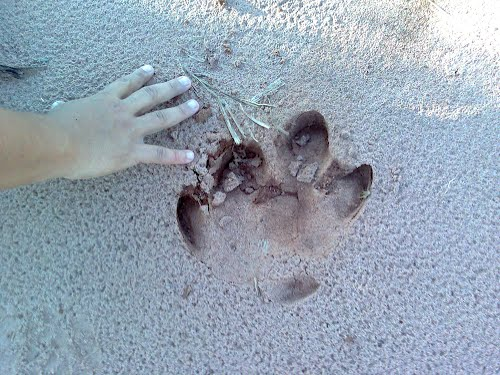
Huella de Tapirus terrestris terrestris, en la reserva biológica das Perobas, estado de Paraná, Brasil.

## Taxonomía
Esta es la subespecie típica del taxón descrito originalmente por el científico, naturalista, y zoólogo sueco Carlos Linneo en el año 1758.
La localidad tipo es: «Habitat in Brasilia», la que fue limitada por Thomas a: «Brasil, Pernambuco».
Sinonimia
La sinonimia de este taxón es la siguiente:
- Tapirus terrestris americanus (Gmelin, 1788) – Surinam -
- Tapirus americanus Gmelin, 1788
- Tapirus terrestris anta (Zimmermann, 1786) – Pernambuco, Brasil -
- Tapirus anta Zimmermann, 1786
- Tapirus terrestris guianae J. A. Allen, 1916 - Guyana, Tumatumari -
- Tapirus terrestris laurillardi (Gray, 1869) - Venezuela y noreste de Brasil, Pernambuco -
- Tapirus laurillardi Gray, 1869
- Tapirus terrestris maypuri Roulin, (1829) - Guayanas -
- Tapirus maypuri Roulin, 1829
- Tapirus terrestris mexianae Hagmann, 1908 - Norte de Brasil, isla Mexiana, estado de Pará, en la boca del río Amazonas –
- Tapirus americanus var. mexianae Hagmann, 1908
- Tapirus terrestris rufus (Fischer, 1814) -Probablemente, la Guayana Francesa-
- Tapirus rufus Fischer, 1814
- Tapirus terrestris suillus (Blumenbach, 1791) -Surinam-
- Tapirus suillus Blumenbach, 1791
- Tapirus terrestris tapir (Blumenbach, 1791) -Surinam-
- Hydrochaerus tapir Blumenbach, 1791
- Tapirus terrestris brasiliensis Liais, 1872
- Tapirus terrestris sabatyra (Liais, 1872)
- Tapirus terrestris tapirus Merriam, 1895

## Distribución
Esta subespecie se distribuye en el este y nordeste de América del Sur, siempre al este de los Andes, desde Venezuela, Surinam, Guayana Francesa, todo el este del Brasil, hacia el sur hasta el este de Paraguay y la provincia de Misiones, en el nordeste de la Argentina.
Está extinto en las otras provincias de la Mesopotamia argentina. En Corrientes, donde sobrevivió hasta la década de 1960 en las islas del río Paraná en el norte provincial (Apipé, Yacyretá, Talavera) siendo cazado el último tapir correntino en 1975. En Entre Ríos habitó en tiempos históricos el sector norte.

## Hábitat
Esta subespecie habita, generalmente asociada a cursos fluviales o zonas pantanosas, en selvas, bosques húmedos o densos, y vegetación herbácea alta en sabanas, en altitudes desde el nivel del mar hasta los 2000 m s. n. m.

## Costumbres
Hábitos
Se trata de un taxón de hábitos solitarios o limitado a pequeños grupos familiares, los que emplean para sus contactos entre la densa vegetación un silbido de tono alto. 
Delimita su territorio mediante pilas de excrementos, el orinado localizado, y la marcación olfativa de ramas mediante glándulas faciales.
Alimentación
Posee sitios de descanso y otros de alimentación; se traslada entre ellos mediante el uso de senderos. Se alimenta en el crepúsculo o durante la noche. Su dieta es herbívora; emplea su probóscide (nariz móvil) para asir su alimento, el cual consiste principalmente en hojas, frutos, etc.
Predadores
Sus principales predadores son el yaguareté (Panthera onca) y el puma (Puma concolor). A ellos se suma el ser humano, pues esta especie es cazada para servir de alimento o como trofeo de caza deportiva.
Reproducción
Pare solo una cría (de entre 4 y 7 kg) luego de una gestación de entre 392 y 405 días. Su color es diferente al de los adultos: sobre una base de castaño oscuro presenta motas y bandas longitudinales de color blanco; esta librea la mantendrá hasta los 8 meses. Por 10 u 11 meses la cría vive junto a la madre, hasta que esta tiene un nuevo encuentro sexual con un macho (las cópulas ocurren cada 2 años);  en ese momento la cría pasa a ser independiente, alcanzando su  madurez sexual a los 2 años en el caso de las hembras y a los 4 cuando se trata de los machos.

## Conservación
En la Argentina se lo cataloga como «vulnerable». En las provincias de Misiones, Salta, Chaco y Formosa es considerado «Monumento Natural Provincial». La reducción de su hábitat natural y la caza sin control son las principales causas de su retroceso numérico. Le es indispensable para poder sobrevivir la conservación de grandes áreas naturales.